# Musée d'histoire naturelle de l'Académie nationale des sciences d'Ukraine
Le musée d'histoire naturelle de l'Académie nationale des sciences d'Ukraine (en ukrainien : Державний природознавчий музей НАН України) se situe à Lviv. C'est l'un des plus anciens fonds des sciences naturelles du pays. Le nom actuel date de 1994; depuis la fondation jusqu'en 1939 le nom officiel était le Musée Dzieduszycki (en polonais : Muzeum im. Dzieduszyckich).

## Histoire
Le fondateur, le comte Włodzimierz Dzieduszycki (pl), était un philanthrope naturaliste. C'est lui qui fit construire le bâtiment pour sa collection personnelle en 1870. Le comte organisait des visites puis ouvrait au public en 1873, une journée par semaine.
Le musée national occupe à la fois des chercheurs et des étudiants. Il occupe mille deux cents mètres carrés d'exposition mais seule une petite partie est ouverte aux visiteurs. Il est réparti en deux bâtiments : 18 rue du Théâtre et celui de la rue Soudova qui sert de réserve.
Le Musée publie les revues scientifiques :
- Rozprawy i Wiadomości z Muzeum im. Dzieduszyckich (polonais: Travaux et Informations du Musée Dzieduszycki ; aussi titre latin: Acta Musaei Dzieduszyckiani ; de 1915 à 1924)[2]
- Наукові записки Державного природознавчого музею (ukrainien: Notes scientifiques du Musée national d'histoire naturelle ; depuis 1951)[3]

## Collections
Des collections du Musée contiennent :
- une partie zoologique (animaux empaillés, insectes, mollusques...)[4] ;
- une partie botanique (herbier, acronyme LWD selon Index Herbariorum (en))[5] ;
- une partie paléontologique, par exemple des brachiopodes[6] et des plantes fossiles[7],[8].

Elles comptent plus de quatre cent mille objets.